# Buhara–Taskent–Biskek–Almati-gázvezeték
A Buhara–Taskent–Biskek–Almati-gázvezeték az üzbég földgáz exportjának fő szállítási csatornája.
A gázvezeték 1967-ben épült. Átmérője 1020 milliméter, éves kapacitása csaknem 22 milliárd köbméter.
Kirgizisztán és Kazahsztán déli részének fő gázellátója. A kazah szakaszt a KazTranszGaz, az állami tulajdonú KazMunajGaz olaj- és gázkonszern száz százalékos leányvállalata üzemelteti. A kirgiz szakasz üzemeltetője a KirKazGaz, a KazTranszGaz és a Kirgizgaz leányvállalata. Létezik olyan elképzelés, hogy a vezetéket összekapcsolják a tervezett Közép-Ázsia–Kína-gázvezetékkel.
A vezeték technikai állapota rossz, különösen Kazahsztánban, ezért felújítását és egy második vezeték megépítését tervezik. Vlagyimir Putyin orosz miniszterelnök és Islom Karimov 2008. szeptember 2-ai taskenti tárgyalásaikon megállapodtak arról, hogy új, 26-30 milliárd köbméter éves kapacitású gázvezeték épül, amelyen keresztül türkmén és üzbég földgázt szállítanának Oroszországba.